# Bonnevent-Velloreille
Bonnevent-Velloreille är en kommun i departementet Haute-Saône i regionen Bourgogne-Franche-Comté i östra Frankrike. Kommunen ligger i kantonen Gy som tillhör arrondissementet Vesoul. År 2022 hade Bonnevent-Velloreille 408 invånare.

## Befolkningsutveckling
Antalet invånare i kommunen Bonnevent-Velloreille
| Referens: INSEE |